# شهدطوطیک برگی
شهدطوطیک برگی (نام علمی: Trichoglossus weberi)، که همچنین به نام شهدطوطیک فلورس یا شهدطوطیک وبر نیز شناخته می‌شود، گونه‌ای طوطی است که در جزیره فلورس اندونزی بومی است. در گذشته به عنوان زیرگونهای از شهدطوطیک رنگین‌کمان در نظر گرفته می‌شد، اما پس از بررسی در سال ۱۹۹۷، به‌طور فزاینده‌ای به عنوان یک گونه جداگانه در نظر گرفته می‌شود.